# بشكطاش
بشكطاش أو بشكتاش (بالتركية: Beşiktaş)‏ إحدى بلديات مدينة إسطنبول. تحتوي على العديد من الأحياء الراقية، وقصر طولمة باغجة. وهي من أهم وأشهر المناطق في إسطنبول؛ وتقع في الطرف الأوروبي منها حيث تطل على البوسفور. يقع مركز بيشكتاش ما بين منطقة كاباتاش ومنطقة أورتاكوي الشهيرة، ويمكن اعتبار أن هذه المنطقة كثاني مركز لمدينة إسطنبول بعد منطقة تقسييم. من الأحياء المجاورة لها، شيشلي وبايوغلو. كما تحتضن هذه المدينة نادي بشكتاش التركي الذي يلعب في دوري الدرجة الأولى التركي.
على الرغم من أنها هي واحدة من المناطق الصغيرة في إسطنبول، سواء من حيث السكان والمساحة، الا أنها تحتوي على العديد من المعالم اهمها جسر شهداء 15 يوليو ووجسر السلطان محمد الفاتح بالإضافة إلى العديد من الجسور الأخرى، التي تربط القارتين الأوروبية والأسيوية من الجانبين في إسطنبول، تعتبر إنها منطقة ذات كثافة سكانية متزايدة باستمرار، يزداد فيها عدد السكان خلال النهار عدة مرات مقارنةً بالتعداد السكاني بسبب الإدارات والكليات والمراكز التجارية على خط ليفنت مسلك.
أصبحت قطاع مستقل عام ١٩٣٠ بعد انفصالها عن حي بيوغلو وتأسس مجلسها البلدي عام ١٩٨٤ وهي تتألف من ٢٣ حي

## الاسم
عرفت بشكطاش بالعديد من الأسماء عبر التاريخ، والسبب الرئيسي لذلك هو أنه لم يكن من الممكن أن تكون المنطقة مستوطنة دائمة حتى مجيء العصر العثماني. لذلك، تم تسميتها وفقًا للأحداث المختلفة أو الهياكل أو المعالم الهامة.
وفقًا لأطروحة شائعة بين مختلف المؤرخين وسكان بشكطاش وبدعم من المصادر المكتوبة الموجودة، فإن الاسم الأصلي لبشكطاش هو بشطاش؛ وُيعتبر ان القائد خير الدين بربروس، من المشاع أن اسمه الحالي مشتق من كلمة «الأحجار الخمسة» أو «الأعمدة الحجرية الخمسة» التي كان يقيمها لربط سفنه.
كما ويشير المؤرخ محمد كافيت بايسون، الذي أجرى أدق فحص لاسم بشكطاش، إلى أن هذا الاسم يشار إليه في المصادر القديمة باسم «بشيكتاش»، ويجادل بأن بشيكتاش تحولت إلى بشكطاش علانية، تمامًا كما تحولت توبكابيسي إلى توبكابي.
كما يُزعم أن بشكطاش كانت تسمى «كون بترو» أي المهد الحجري بالإضافة إلى اسم «دافني» و «ديفني» في فترة ما قبل السلطنة العثمانية. ويُزعم أيضًا أن الاسم القديم الآخر لبشكطاش قد يكون «ديبلوكي اونيون» بمعنى العمود المزدوج، لكن وفقًا للمؤرخين المعاصرين، هذا ليس بصحيح. اذ إذا انتبهنا إلى حقيقة أن المسافر الإيطالي الشهير كريستوفورو بونديلمونتي رسم «العمود المزدوج» خارج أسوار مدينة غلطة على خريطته التي تعود للقرن الخامس عشر لإسطنبول، فهذا لا يعني بالضرورة أن بشيكتاش سيُطلق عليها اسم ديبلوكي اونيون.

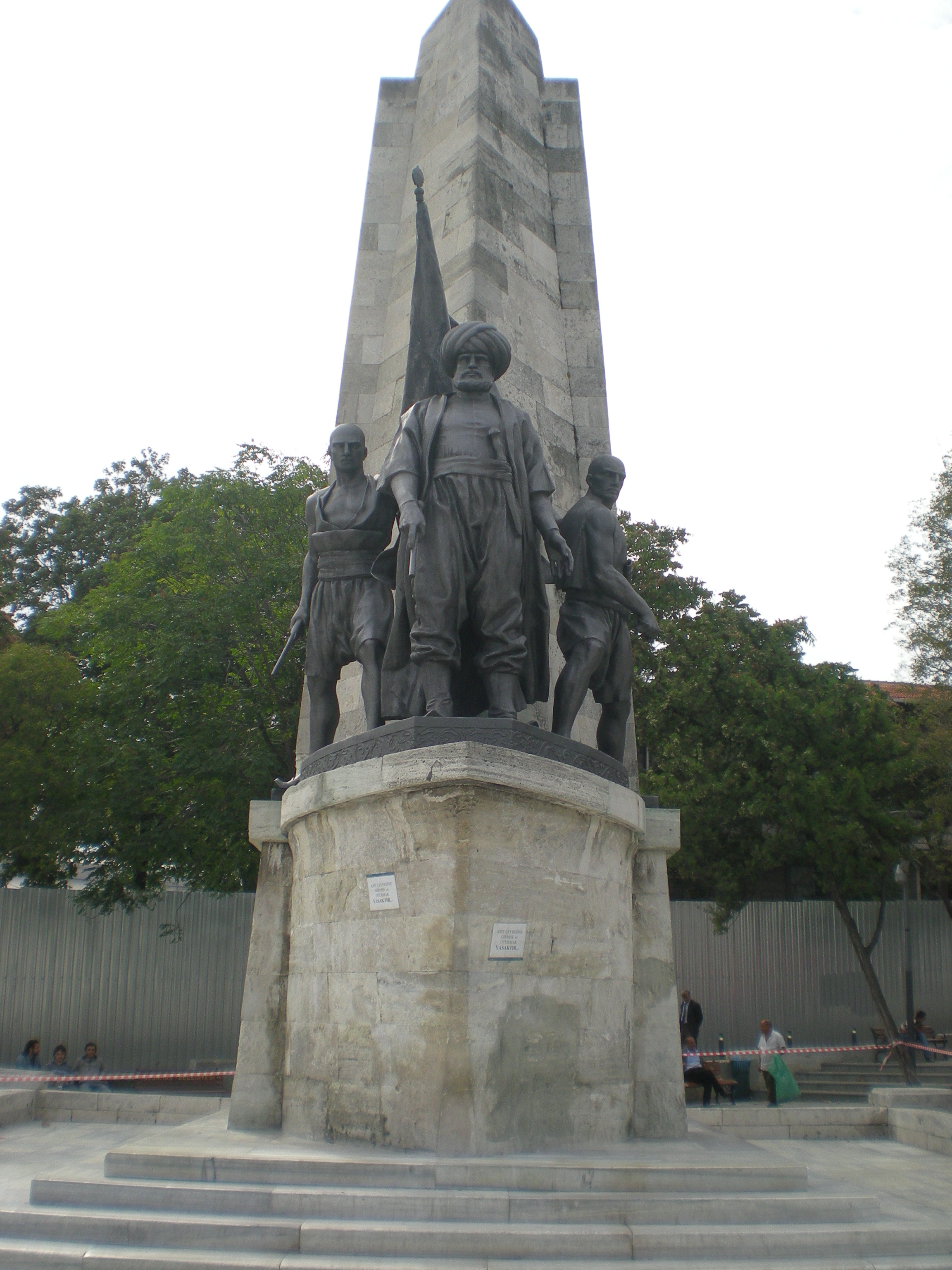
تمثال القائد خير الدين بربروسا في بشكطاش

## التاريخ
خلال فترة الإمبراطورية البيزنطية في القرن 15، كانت تقع على شواطئ بشكطاش ثلاث مبان هامة وهي كالتالي: كنيسة ميخايل ايوس تقع في «اوابلوس» (المنبع)، «ايوس ماماس» والتي كانت المقر الصيفي للأباطرة البيزنطيين، ودير فوكاس. وقد بنيت كنيسة ميخايل ايوس على يد الإمبراطور قسطنطين الأول (305-337).
لاحقا أخذت بشكطاش هويتها كمنطقة سكنية خلال الفترة العثمانية. لأنه وخلال الفترة البيزنطية، تعرض مضيق البوسفور لهجوم من قبل اللصوص الجورجيين، وخاصة من البحر الأسود، وحال الدمار والخوف الذي تسببوا فيه دون تطوير المستوطنات ذات الجدران الخارجية. وكان حصول بشكطاش على اسم مستوطنة قد تم خلال الفترة العثمانية ويرجع ذلك إلى حد كبير إلى سيطرة الدولة العثمانية على البحر الأسود.
اما قائد بشكطاش خير الدين بربروسا فقد اكتسب أهمية كبيرة خاصة فيما يتعلق بالبحرية. اذ كانت المنطقة التي تقع فيها بشكطاش خليج مناسب لاستخدامه كميناء في ذلك الوقت. فاستخدم خير الدين بربروس ذلك الخليج لترسيخ سفن البحرية العثمانية.بالإضافة إلى ذلك، قام ببناء قصر في المنطقة وأقام في فيها عندما كان في إسطنبول. حيث بنى مسجدًا ومدرسة للأطفال باسمه في نفس المنطقة. وعندما توفي عام 1546، دُفن بربروسا في بشكطاش.

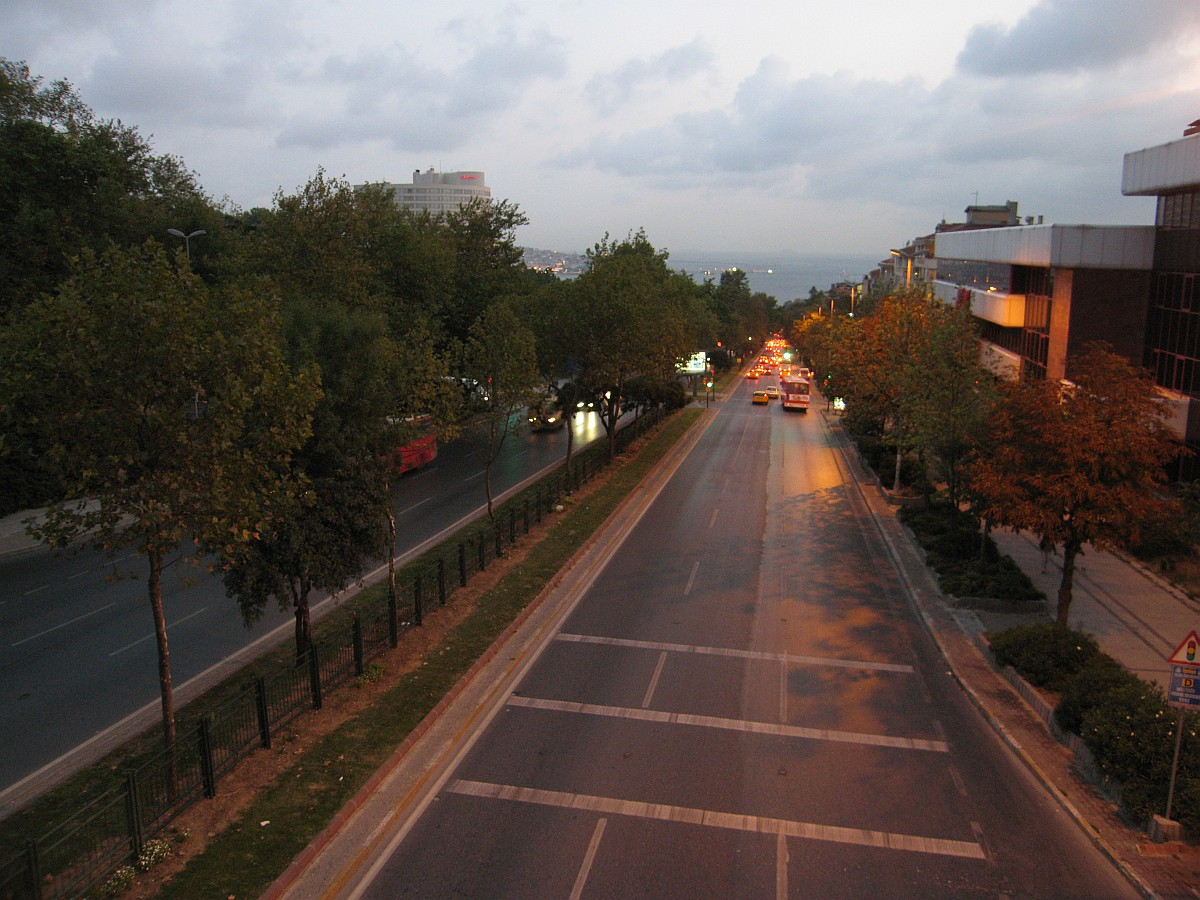
جادة خير الدين بربروسا

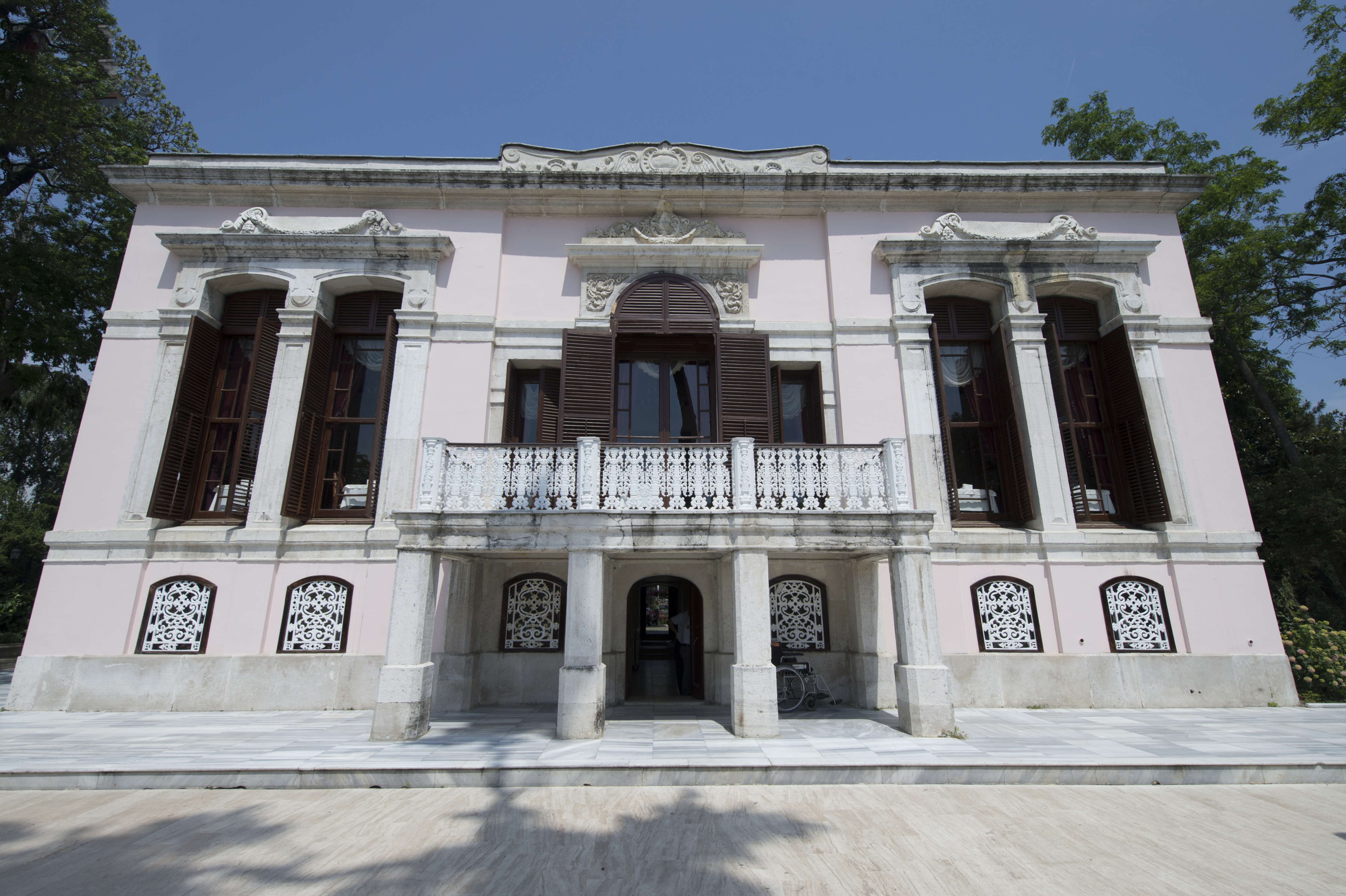
قصر يلدز

في القرن السابع عشر، بدأ ملء خليج بشكطاش. اذ تم تحويل هذه المنطقة إلى منطقة منظمة لراحة وترفيه السلاطين.كما سميت مجموعة القصور والأقسام التي بنيت من قبل في هذه الحديقة في فترات مختلفة ب«قصر شاطئ بشكطاش» لفترة طويلة. وكان السلطان سليم الثالث أول سلطان يبني مباني على الطراز الغربي في هذه المنطقة، اذ قام ببناء العديد من المباني على الساحل من دولمة بهجة إلى اورتاكوي وقام بتوسيع المباني الموجودة. كما واكتسب القصر الذي بناه المهندس الفرنسي ميلينج لأخت السلطان هاتيس سلطان شهرة كبيرة بين سكان إسطنبول والأوروبيين الذين يعيشون في المدينة. اذ كان سليم غالبًا ما يستمتع بزيارة قصر أخته.
وكان السلطان محمود الثاني. مثل سليم، اذ كان مهتمًا جدًا بشواطئ المنطقة.خلال فترة حكمه التي استمرت 31 عامًا، فعلى الرغم من إقامته رسميًا في قصر توبكابي، فقد أمضى معظم وقته في الواقع في العديد من القصور والأجنحة على ساحل بشكطاش. اذ أنه انتقل إلى الجانب الآخر من القرن الذهبي بعدها واستقر في المنطقة.
وقد بنى ابن محمود عبد المجيد قصر دولمة بهجة وجعل الإقامة في هذا القصر رسمية لجميع السلاطين بعده، وإلى جانب قصر دولمة بهجة، يقع قصر يلدز وقصر سيراجانفي والذين أقام فيهما السلاطين لفترة في منطقة بشكطاش اليوم. كما واستضافت منطقة بشكتاش العرش العثماني حتى انهيار الإمبراطورية. وفي 13 يناير 1910، تأسس أول ناد رياضي في تركيا وهو نادي بشكطاش للجمباز، واستمر من أشهر المؤسسات الرياضية في المنطقة.
وعلى الرغم من أن أهمية منطقة بشكطاش قد تضاءلت بعد إعلان الجمهورية، إلا أنها حافظت على وزنها كمنطقة مهمة. لأن أتاتورك بقي في قصر دولمة بهجة عندما جاء إلى إسطنبول لبقية حياته. ثم تم تحويل المنطقة بعدها والتي كانت سابقاً منطقة فرعية من بيوغلو، إلى منطقة مستقلة في عام 1930.
وبعد ان أصبحت بشكطاش منطقة في عام 1930، كانت تتألف من 14 حيًا. ومع تشكيل المستوطنات الجديدة بعد عام 1950 بلغ عدد الأحياء 23. بعدها تم تعيين مدير للبلدية منفصل تماما عن إسطنبول في عام 1956، ثم وبموجب المرسوم الخاص بإدارة بلدية العاصمة في عام 1984، أصبحت بشكطاش، والتي ظلت داخل منطقة العاصمة، بلدية منفصلة بدلاً من كونها فرعًا لبلدية.
اما بالنسبة للسكان فقد زاد عددهم ببطء فيها ولكن بثبات ما بين عامي 1935 و 1985. ومنذ الثمانينيات، ظل بين 180.000 و 200000، شبه راكد. ويرجع ذلك إلى حقيقة أن المنطقة السكنية في الحي قد وصلت إلى حد كبير إلى النقطة الحدودية، فضلاً عن حقيقة أن بعض المناطق أصبحت منطقة أعمال مركزية، وبالتالي فإن عدد السكان الليلي، الذي يتم اعتباره كأساس في التعداد، يميل إلى الانخفاض تدريجياً.

## الجغرافيا
تتميز أشكال الأراضي في منطقة بشكطاش بخصائص مزدوجة. الأول هو الخط الساحلي الذي شكله مضيق البوسفور، والثاني هو المناطق النائية. حيث يظهر الجزء الساحلي على شكل منحدرات متوازية مع البحر. وتظهر هذه الارتفاعات مقسمة بواسطة الوديان في بعض الأماكن حيث يمر مجرى مائي في كل قاع وادي تقريبًا. ومن ناحية أخرى، تتكون المناطق النائية من سهول جبلية قليلاً تمثل استمرارًا لهضبة بيوغلو في الغرب والسهول الصغيرة التي شكلتها الوديان في الشمال والشرق. ولإعطاء مثال على منحنى الارتفاع، بينما يبلغ 1.5 متر في بداية شارع بارباروس، فإنه يصل إلى 135 مترًا في زينكيرليكويو.
كما ويعتبر مناخ بشكطاش بطبيعة الحال جزءًا من مناخ إسطنبول. ومع ذلك، فإن معدل الرطوبة أعلى في المنطقة الساحلية. فالصيف في المنطقة حار وممطر، والشتاء معتدل وممطر.

### المناخ

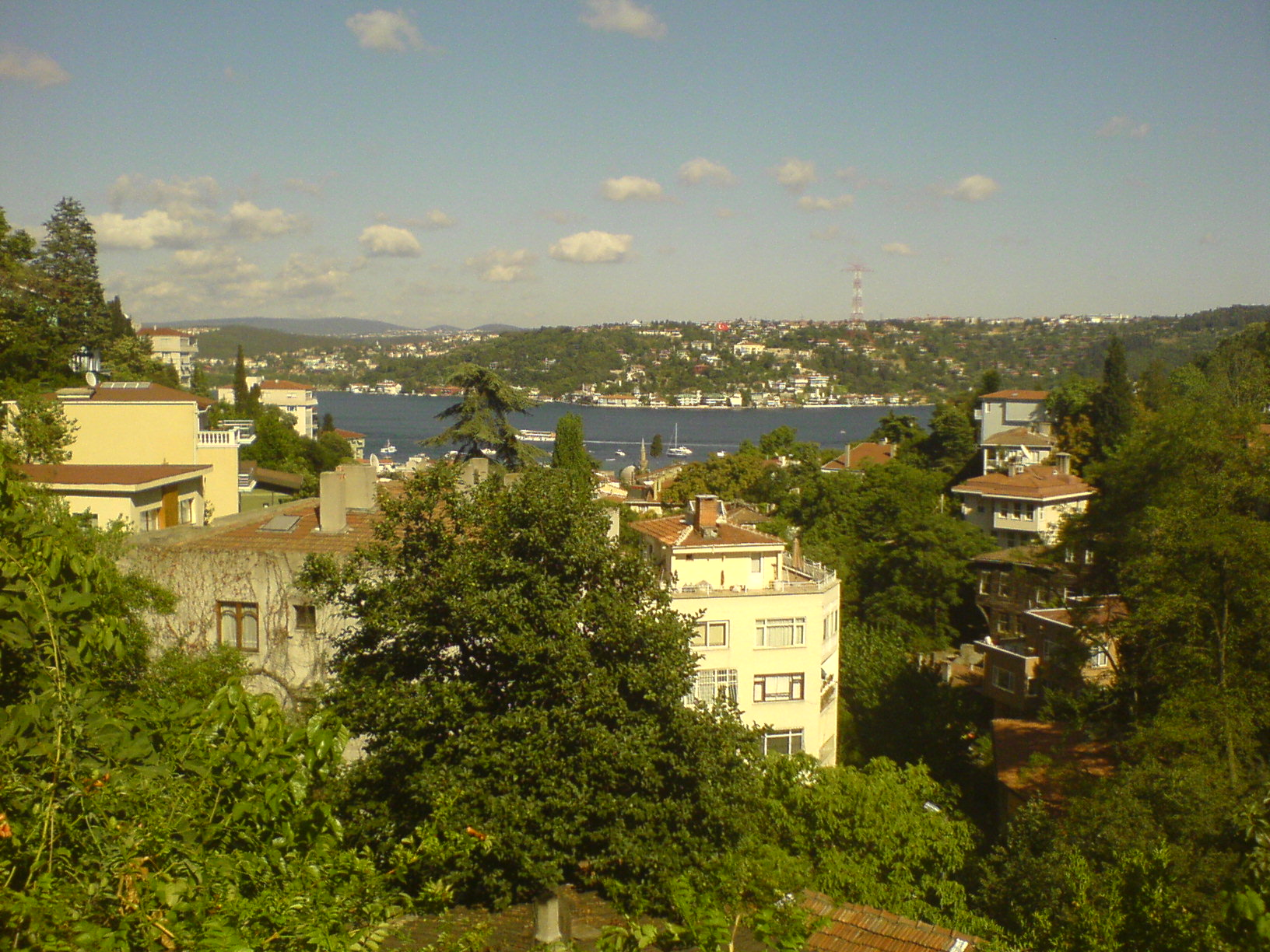
خليج بيبك في بشكطاش

تتميز بشكطاش بمناخًا شبه مداري رطب (cfa،cf) وفقًا لتصنيفات مناخي كوبن وتريوارثا. حيث تتميز بشتاء بارد وصيف دافئ إلى حار. كما يوحي موقعها في وسط إسطنبول ساحليًا، في المتوسط، تعتبر مثالاً قياسيًا جيدًا في جميع أنحاء إسطنبول - فهي تتمتع بمناخ انتقالي بين المناخ المحيطي في الشمال، ومناخ البحر الأبيض المتوسط في الجنوب.
| البيانات المناخية لـبشكطاش (معدل 1981–2010،القصوى 1929–2018، الأيام المثلجة 1996-2011) | البيانات المناخية لـبشكطاش (معدل 1981–2010،القصوى 1929–2018، الأيام المثلجة 1996-2011) | البيانات المناخية لـبشكطاش (معدل 1981–2010،القصوى 1929–2018، الأيام المثلجة 1996-2011) | البيانات المناخية لـبشكطاش (معدل 1981–2010،القصوى 1929–2018، الأيام المثلجة 1996-2011) | البيانات المناخية لـبشكطاش (معدل 1981–2010،القصوى 1929–2018، الأيام المثلجة 1996-2011) | البيانات المناخية لـبشكطاش (معدل 1981–2010،القصوى 1929–2018، الأيام المثلجة 1996-2011) | البيانات المناخية لـبشكطاش (معدل 1981–2010،القصوى 1929–2018، الأيام المثلجة 1996-2011) | البيانات المناخية لـبشكطاش (معدل 1981–2010،القصوى 1929–2018، الأيام المثلجة 1996-2011) | البيانات المناخية لـبشكطاش (معدل 1981–2010،القصوى 1929–2018، الأيام المثلجة 1996-2011) | البيانات المناخية لـبشكطاش (معدل 1981–2010،القصوى 1929–2018، الأيام المثلجة 1996-2011) | البيانات المناخية لـبشكطاش (معدل 1981–2010،القصوى 1929–2018، الأيام المثلجة 1996-2011) | البيانات المناخية لـبشكطاش (معدل 1981–2010،القصوى 1929–2018، الأيام المثلجة 1996-2011) | البيانات المناخية لـبشكطاش (معدل 1981–2010،القصوى 1929–2018، الأيام المثلجة 1996-2011) | البيانات المناخية لـبشكطاش (معدل 1981–2010،القصوى 1929–2018، الأيام المثلجة 1996-2011) |
| الشهر                                                                                  | يناير                                                                                  | فبراير                                                                                 | مارس                                                                                   | أبريل                                                                                  | مايو                                                                                   | يونيو                                                                                  | يوليو                                                                                  | أغسطس                                                                                  | سبتمبر                                                                                 | أكتوبر                                                                                 | نوفمبر                                                                                 | ديسمبر                                                                                 | المعدل السنوي                                                                          |
| -------------------------------------------------------------------------------------- | -------------------------------------------------------------------------------------- | -------------------------------------------------------------------------------------- | -------------------------------------------------------------------------------------- | -------------------------------------------------------------------------------------- | -------------------------------------------------------------------------------------- | -------------------------------------------------------------------------------------- | -------------------------------------------------------------------------------------- | -------------------------------------------------------------------------------------- | -------------------------------------------------------------------------------------- | -------------------------------------------------------------------------------------- | -------------------------------------------------------------------------------------- | -------------------------------------------------------------------------------------- | -------------------------------------------------------------------------------------- |
| الدرجة القصوى °م (°ف)                                                                  | 22.4 (72.3)                                                                            | 24.6 (76.3)                                                                            | 29.3 (84.7)                                                                            | 33.6 (92.5)                                                                            | 36.4 (97.5)                                                                            | 40.2 (104.4)                                                                           | 41.5 (106.7)                                                                           | 40.5 (104.9)                                                                           | 39.6 (103.3)                                                                           | 34.2 (93.6)                                                                            | 27.8 (82.0)                                                                            | 25.5 (77.9)                                                                            | 41.5 (106.7)                                                                           |
| متوسط درجة الحرارة الكبرى °م (°ف)                                                      | 8.5 (47.3)                                                                             | 8.7 (47.7)                                                                             | 10.9 (51.6)                                                                            | 15.5 (59.9)                                                                            | 20.1 (68.2)                                                                            | 25.0 (77.0)                                                                            | 26.9 (80.4)                                                                            | 27.2 (81.0)                                                                            | 23.8 (74.8)                                                                            | 19.2 (66.6)                                                                            | 14.2 (57.6)                                                                            | 10.4 (50.7)                                                                            | 17.5 (63.5)                                                                            |
| المتوسط اليومي °م (°ف)                                                                 | 5.8 (42.4)                                                                             | 5.5 (41.9)                                                                             | 7.3 (45.1)                                                                             | 11.2 (52.2)                                                                            | 15.7 (60.3)                                                                            | 20.5 (68.9)                                                                            | 22.9 (73.2)                                                                            | 23.4 (74.1)                                                                            | 19.9 (67.8)                                                                            | 15.8 (60.4)                                                                            | 11.0 (51.8)                                                                            | 7.8 (46.0)                                                                             | 13.9 (57.0)                                                                            |
| متوسط درجة الحرارة الصغرى °م (°ف)                                                      | 3.5 (38.3)                                                                             | 2.9 (37.2)                                                                             | 4.4 (39.9)                                                                             | 7.8 (46.0)                                                                             | 12.2 (54.0)                                                                            | 16.7 (62.1)                                                                            | 19.7 (67.5)                                                                            | 20.4 (68.7)                                                                            | 16.8 (62.2)                                                                            | 13.2 (55.8)                                                                            | 8.5 (47.3)                                                                             | 5.5 (41.9)                                                                             | 11.0 (51.8)                                                                            |
| أدنى درجة حرارة °م (°ف)                                                                | −13.9 (7.0)                                                                            | −16.1 (3.0)                                                                            | −11.1 (12.0)                                                                           | −2.0 (28.4)                                                                            | 1.4 (34.5)                                                                             | 7.1 (44.8)                                                                             | 10.5 (50.9)                                                                            | 10.2 (50.4)                                                                            | 6.0 (42.8)                                                                             | 0.6 (33.1)                                                                             | −7.2 (19.0)                                                                            | −11.5 (11.3)                                                                           | −16.1 (3.0)                                                                            |
| الهطول مم (إنش)                                                                        | 99.5 (3.92)                                                                            | 82.1 (3.23)                                                                            | 69.2 (2.72)                                                                            | 43.1 (1.70)                                                                            | 31.5 (1.24)                                                                            | 40.6 (1.60)                                                                            | 39.6 (1.56)                                                                            | 41.9 (1.65)                                                                            | 64.4 (2.54)                                                                            | 102.3 (4.03)                                                                           | 110.3 (4.34)                                                                           | 125.1 (4.93)                                                                           | 849.6 (33.45)                                                                          |
| متوسط تساقط الثلوج سم (إنش)                                                            | 18.4 (7.2)                                                                             | 19.1 (7.5)                                                                             | 9.9 (3.9)                                                                              | trace                                                                                  | 0 (0)                                                                                  | 0 (0)                                                                                  | 0 (0)                                                                                  | 0 (0)                                                                                  | 0 (0)                                                                                  | 0 (0)                                                                                  | trace                                                                                  | 14.1 (5.6)                                                                             | 61.5 (24.2)                                                                            |
| متوسط أيام هطول الأمطار (≥ 0.1 mm)                                                     | 16.9                                                                                   | 15.2                                                                                   | 13.2                                                                                   | 10.0                                                                                   | 7.4                                                                                    | 7.0                                                                                    | 4.7                                                                                    | 5.1                                                                                    | 8.1                                                                                    | 12.3                                                                                   | 13.9                                                                                   | 17.5                                                                                   | 131.3                                                                                  |
| متوسط الأيام المثلجة (≥ 0.1 cm)                                                        | 4.5                                                                                    | 4.7                                                                                    | 2.9                                                                                    | 0.1                                                                                    | 0.0                                                                                    | 0.0                                                                                    | 0.0                                                                                    | 0.0                                                                                    | 0.0                                                                                    | 0.0                                                                                    | 0.3                                                                                    | 2.7                                                                                    | 15.2                                                                                   |
| ساعات سطوع الشمس الشهرية                                                               | 68.2                                                                                   | 89.6                                                                                   | 142.6                                                                                  | 180.0                                                                                  | 248.0                                                                                  | 297.6                                                                                  | 319.3                                                                                  | 288.3                                                                                  | 234.0                                                                                  | 158.1                                                                                  | 93.0                                                                                   | 62.0                                                                                   | 2٬180٫7                                                                                |
| ساعات سطوع الشمس اليومية                                                               | 2.2                                                                                    | 3.2                                                                                    | 4.6                                                                                    | 6.0                                                                                    | 8.0                                                                                    | 9.6                                                                                    | 10.3                                                                                   | 9.3                                                                                    | 7.8                                                                                    | 5.1                                                                                    | 3.1                                                                                    | 2.0                                                                                    | 5.9                                                                                    |
| متوسط طول النهار اليومي                                                                | 10                                                                                     | 11                                                                                     | 12                                                                                     | 13                                                                                     | 14                                                                                     | 15                                                                                     | 15                                                                                     | 14                                                                                     | 12                                                                                     | 11                                                                                     | 10                                                                                     | 9                                                                                      | 12                                                                                     |
| نسبة وصول أشعة الشمس                                                                   | 22                                                                                     | 29                                                                                     | 38                                                                                     | 46                                                                                     | 57                                                                                     | 64                                                                                     | 69                                                                                     | 66                                                                                     | 65                                                                                     | 46                                                                                     | 31                                                                                     | 22                                                                                     | 46                                                                                     |
| متوسط مؤشر الأشعة فوق البنفسجية                                                        | 2                                                                                      | 2                                                                                      | 4                                                                                      | 5                                                                                      | 7                                                                                      | 8                                                                                      | 9                                                                                      | 8                                                                                      | 6                                                                                      | 4                                                                                      | 2                                                                                      | 1                                                                                      | 5                                                                                      |
| المصدر:                                                                                |                                                                                        |                                                                                        |                                                                                        |                                                                                        |                                                                                        |                                                                                        |                                                                                        |                                                                                        |                                                                                        |                                                                                        |                                                                                        |                                                                                        |                                                                                        |

## المناطق التاريخية

### أرنافوت كوي
تقع بين بيبك و كروسيسمي. كان اسمها هيستاي في العصور القديمة. وكانت تعرف أيضا باسم  بروموتو  و انابلس خلال الفترة البيزنطية.
وجدت هنا كنيسة اسمها أيوس، إحدى أماكن العبادة المهمة على مضيق البوسفور.  وفي هذه الكنيسة، التي قيل أن قسطنطين الأول بناها، تم الاحتفاظ بأيقونة فسيفساء لرئيس الملائكة ميكائيل.  السبب والوقت الذي تم فيه اطلاق اسم «أرنافوت كوي» على المنطقة غير معروف. حيث وفقًا لإشاعة، فبعد سيطرة السلطان محمد الفاتح على ألبانيا، استقر الألبان الذين تم جلبهم إلى المنطقة فيها.

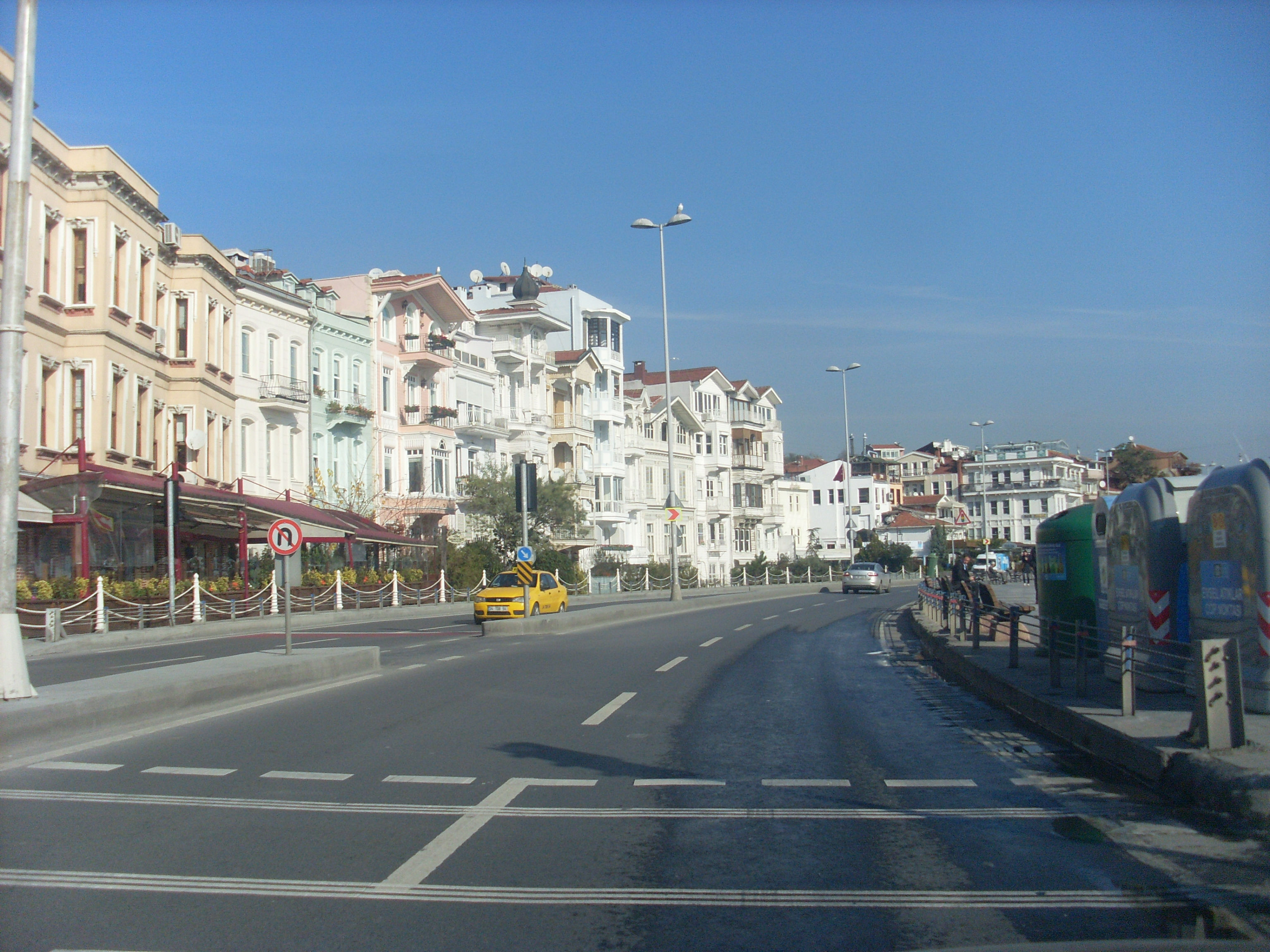
منطقة أرنفوت كوي بشكطاش

### أسيان
المنطقة الواقعة بين بيبك وروملي حصار، على تلال المقبرة، والتي تسمى الآن بنفس الاسم. نظرًا لأن اللغة الممتدة من الساحل إلى البحر ضاقت على مضيق البوسفور، فقد أطلق عليها «لومكوبي» في اليونانية و «بوغازكيسين» في التركية . ولقد استمد الحي اسمه الحالي من منزل الشاعر توفيق فكرت في هذا الحي.

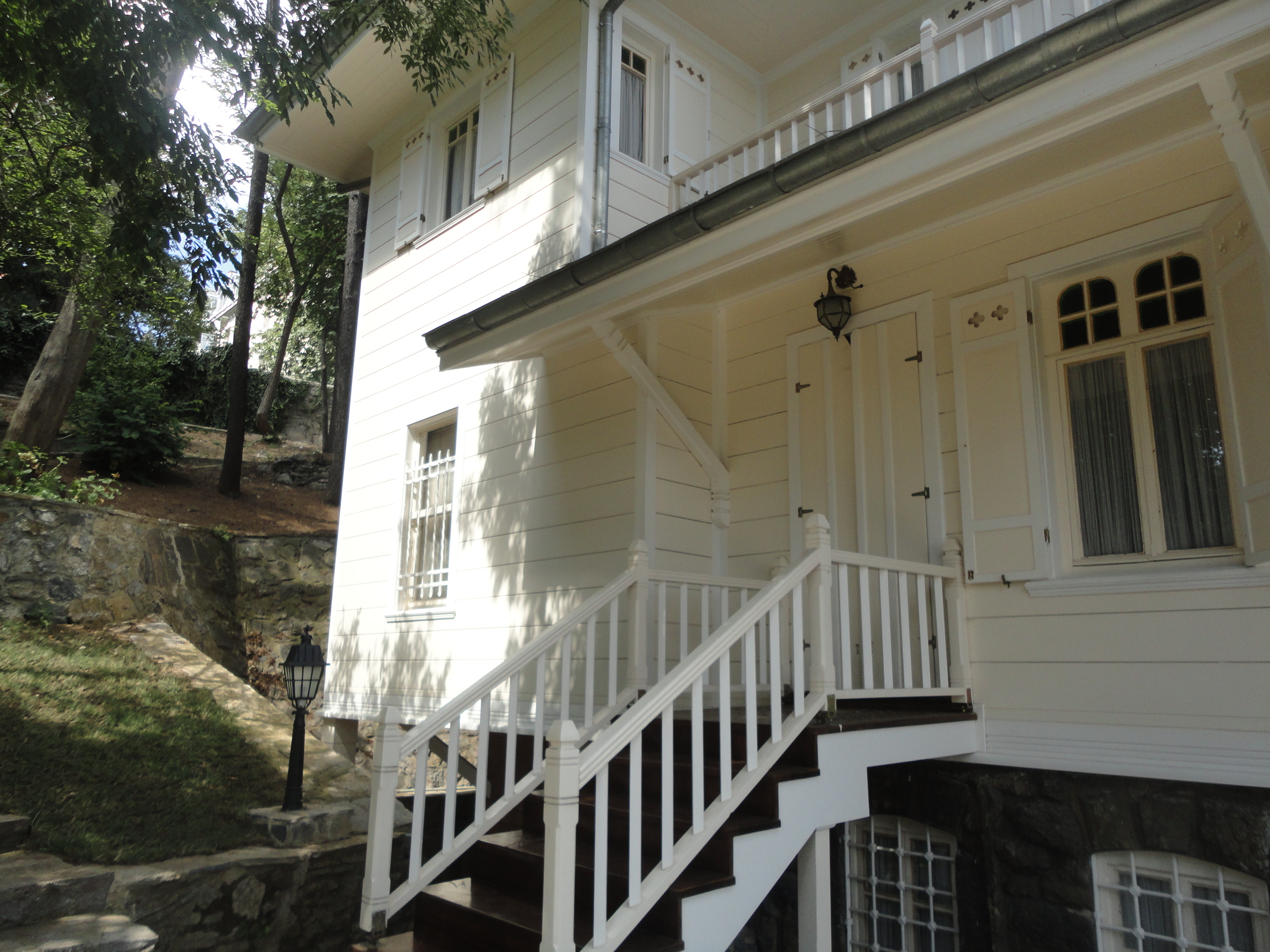
متحف اسيان

### بالمومسو
بني الحي على جادة بارباروس بين تقاطع يلدز وزينسرليكو. في المكان الذي تقع فيه منطقة بالمومشو اليوم . وخلال فترة محمود الثاني (1808-1839) كانت هناك مزرعة بنفس الاسم. اما القصر، المسمى بالمومكو كاسري، فقد بني في وقت لاحق في عهد عبد العزيز .

### أورتاكوي
لدى أورتاكوي سمة هامة من تاريخها، وهي أن المجتمعات من مختلف الثقافات والمعتقدات المختلفة قد عاشوا فيها معا بسلام .و يعد مسجد أورتاكوي العنصر المعماري الأبرز والأكثر انتشارًا في ساحة أورتاكوي خلف الرصيف، والذي يمنح أورتاكوي مظهرها وشخصيتها الحالية. تم هدم المسجد، الذي بناه محمد آغا في أوائل القرن الثامن عشر، بالكامل من قبل السلطان عبد المجيد. وقام ببنائها المهندس المعماري باليان في 1854-1856 على رصيف يمتد إلى البحر. تعتبر ساحة اوركاتوي والمناطق المحيطة بها مركز اجتماعات نابض بالحياة ليلاً ونهارًا مع وجود ورش عمل فنية ومقاهي وبارات ومطاعم واحرف يدوية المفتوحة يوم الأحد وسوق للتحف والفنون.

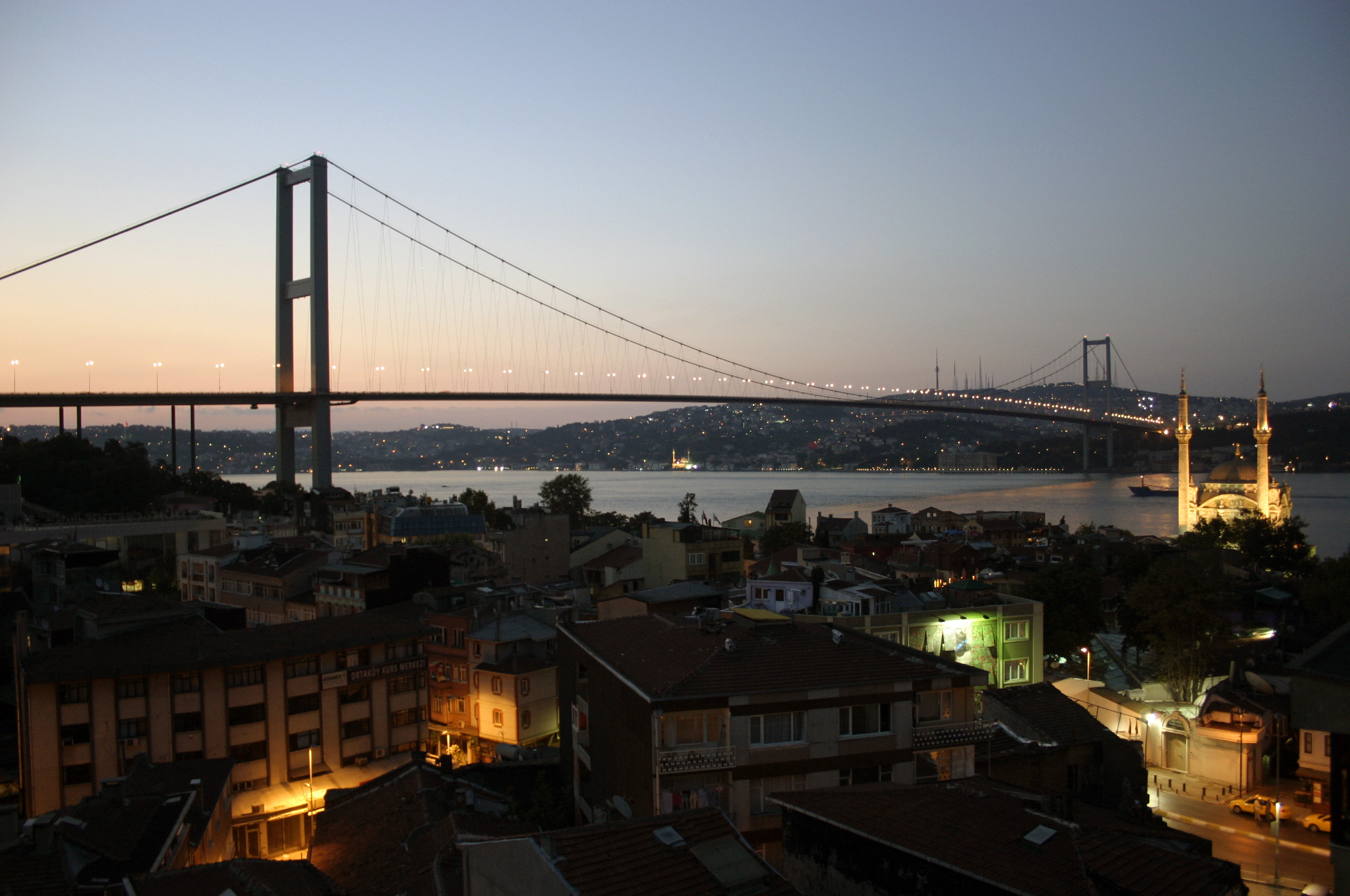
منطقة أورتاكوي مساء

## معرض صور

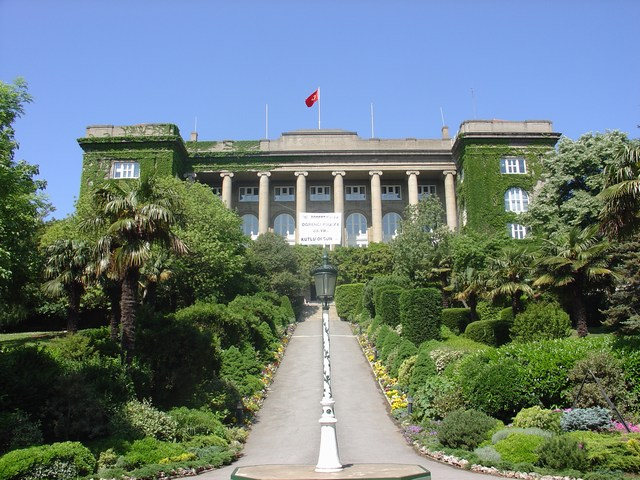
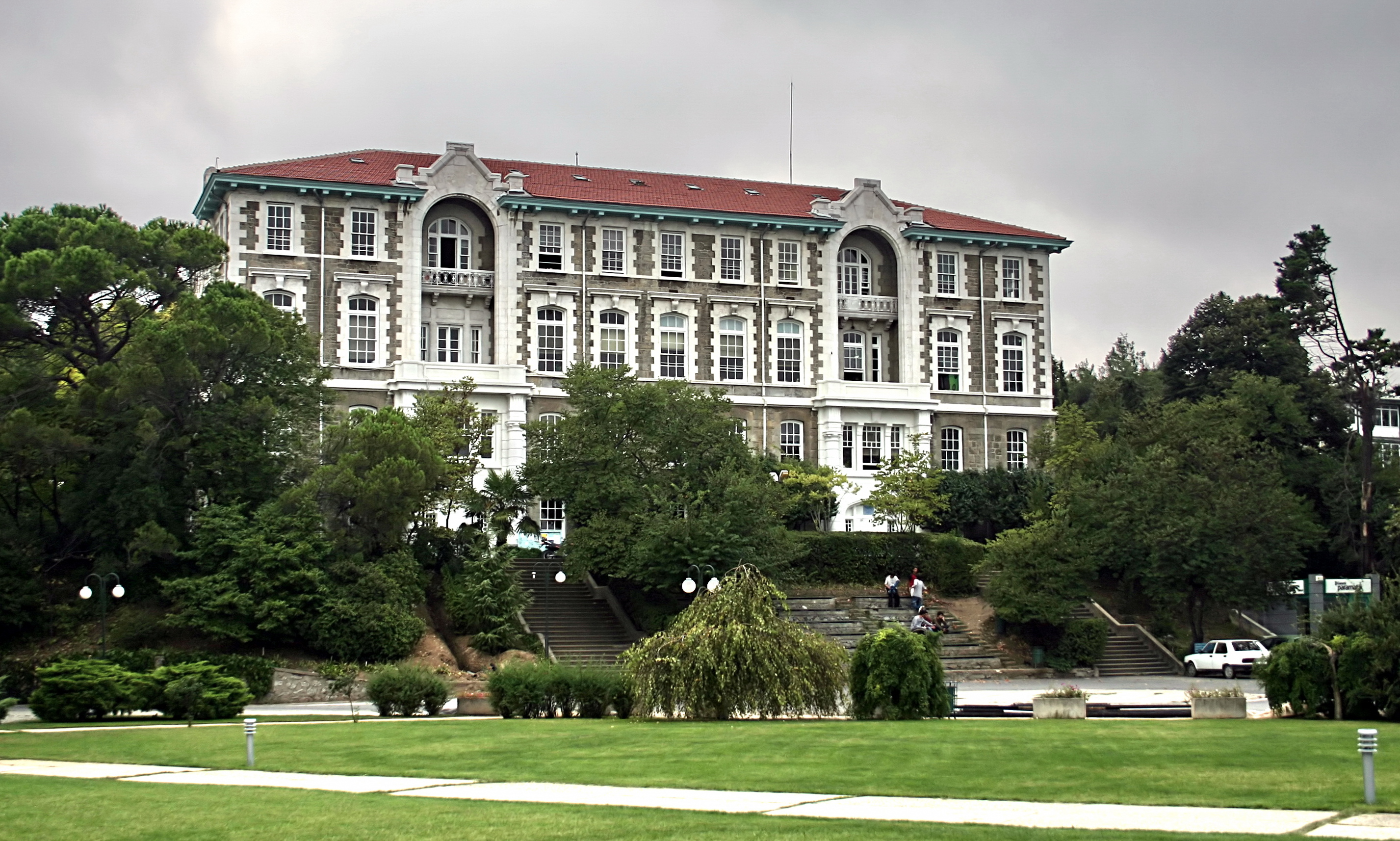
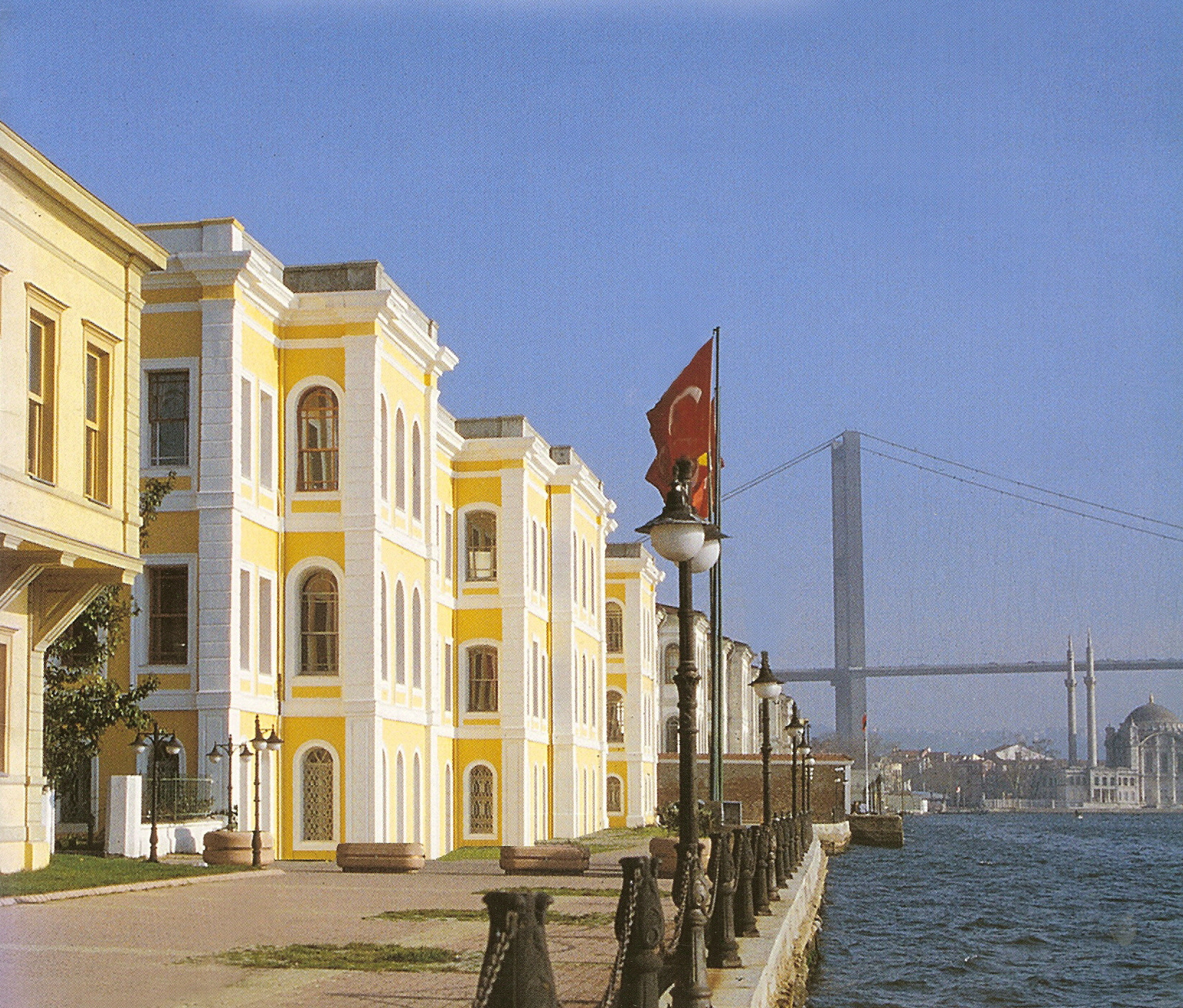
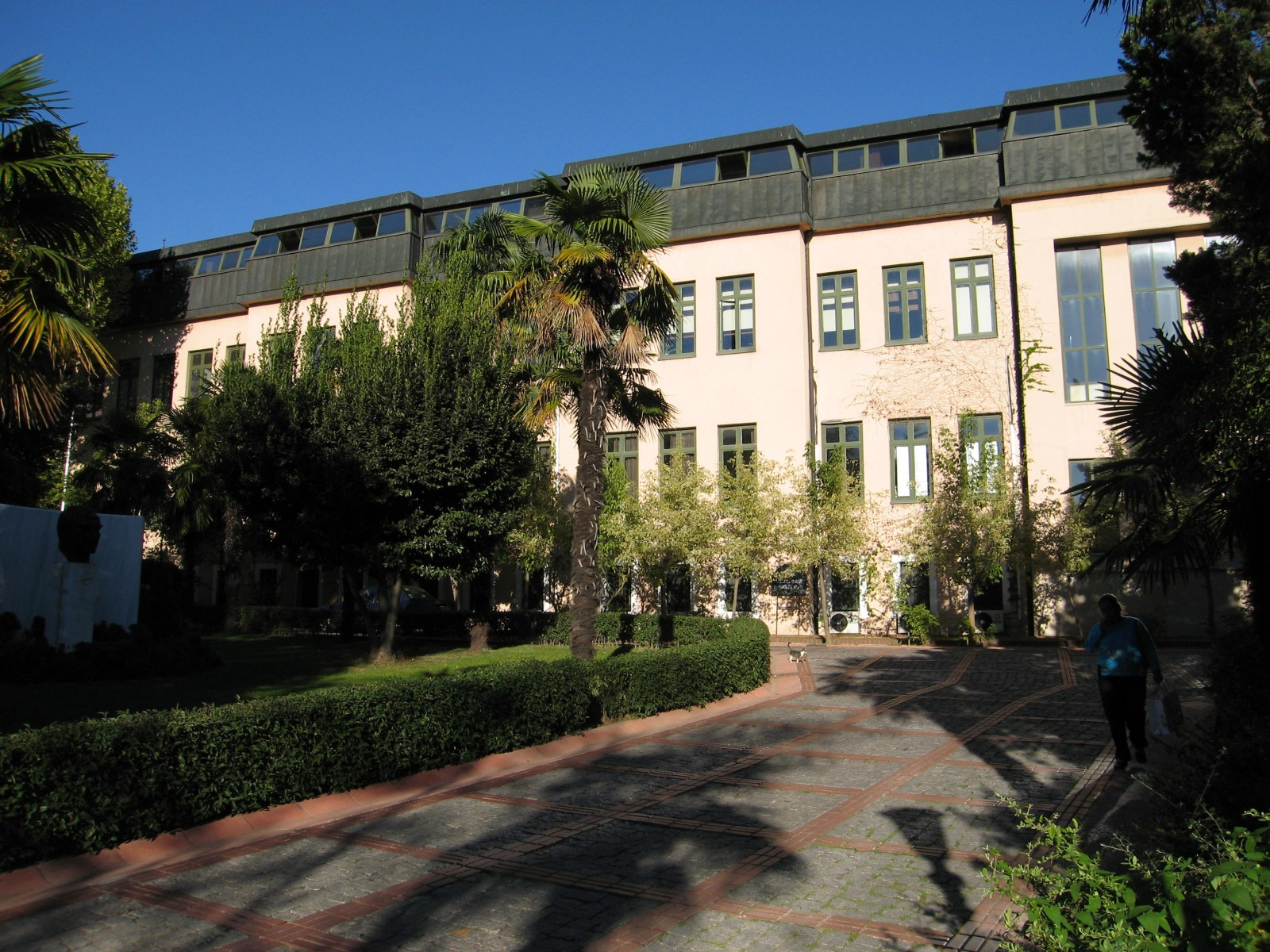

## توأمة
لبشكطاش اتفاقيات توأمة مع كل من:
- إرلنغن (2003 -)
- بروكلين

## أعلام
- أحمد رفيق ألطيناي
- أحمد جاكار
- مديحة سلطان
- سربوحي دوساب
- خالد كارسيلن
- برتونهال سلطان

## المصدر
1. ↑  Beşiktaş Kaymakamı نسخة محفوظة 2020-11-25 على موقع واي باك مشين.
2. ↑  GeoNames (بالإنجليزية), 2005, QID:Q830106
3. ↑  Salnamei Devlet 1318 Yili نسخة محفوظة 15 ديسمبر 2019 على موقع واي باك مشين.
4. ↑  اعلام8 - خير الدين الزركلي - Google Books نسخة محفوظة 25 مارس 2014 على موقع واي باك مشين.
5. ↑  تطور الأوضاع الثقافية في تركيا من عهد التنظيمات إلى عهد الجمهورية - Google Books نسخة محفوظة 25 مارس 2014 على موقع واي باك مشين.
6. ↑  "Beşiktaş'ın Adları", Dünden Bugüne Beşiktaş, Tarih Vakfı, Ekim 1998
7. ↑  Dünden Bugüne Beşiktaş, Tarih Vakfı/Beşiktaş Belediyesi, Ekim 1998.
8. ↑  "Rivista Ligure di Meteorologia 44 - La neve sulle coste del Mediterraneo". www.nimbus.it. مؤرشف من الأصل في 2019-05-16. اطلع عليه بتاريخ 2021-06-03.